# 에바 부슈

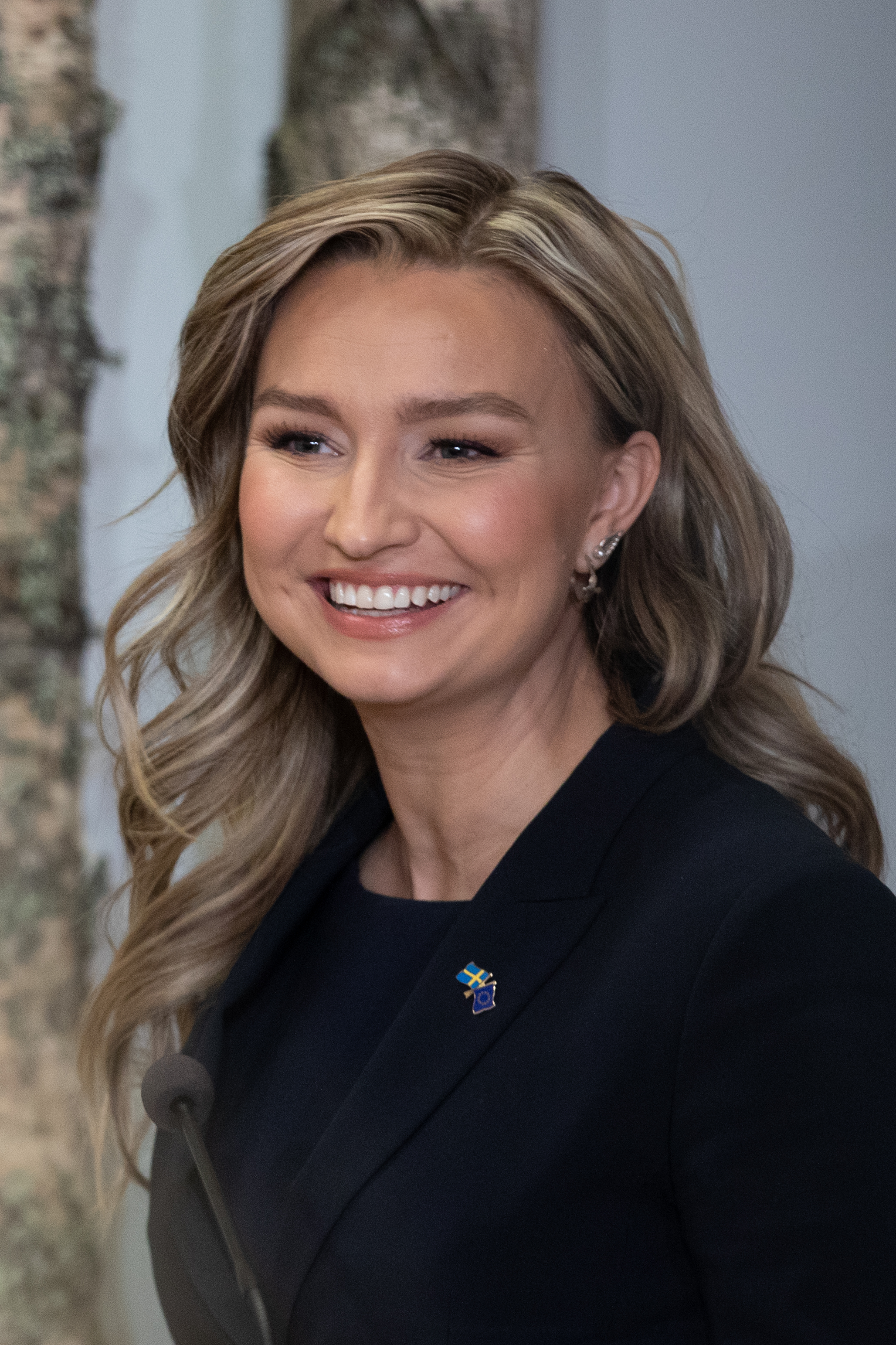
에바 부슈 토르

에바 부슈 토르(스웨덴어: Ebba Busch Thor, 결혼 전 에바엘리사베트 부슈크리스텐센(Ebba-Elisabeth Busch-Christensen), 1987년 2월 11일 ~ )는 스웨덴의 정치인으로 2015년 4월부터 기독교민주당의 대표이다. 2018년 총선 때 웁살라주를 포함한 대부분의 선거구에 출마했다.
스웨덴인 어머니와 노르웨이인 아버지 사이에서 태어났으며, 스스로를 스웨덴인이자 노르웨이인이라고 생각한다. 웁살라 인근의 군스타에서 성장했으며, 리베츠 오르드 초등학교에서 수학했다. 웁살라 성당학교에서 IB학위를 취득했으며, 웁살라 대학교에서 평화분쟁학을 전공했다.
2013년에는 축구 선수 니클라스 토르와 결혼했으며, 슬하에 아들 비르거(2015년생)와 딸 엘리세(2017년생)를 두고 있다.